# Gebhardt Intralogistics Group
Gebhardt Intralogistics Group GmbH & Co.KG ist ein deutscher Hersteller und Entwickler von Intralogistikanlagen mit Hauptsitz in Sinsheim. 2023 erzielte Gebhardt einen Umsatz von 179,3 Millionen Euro und beschäftigte durchschnittlich 955 Mitarbeiter.

## Geschichte

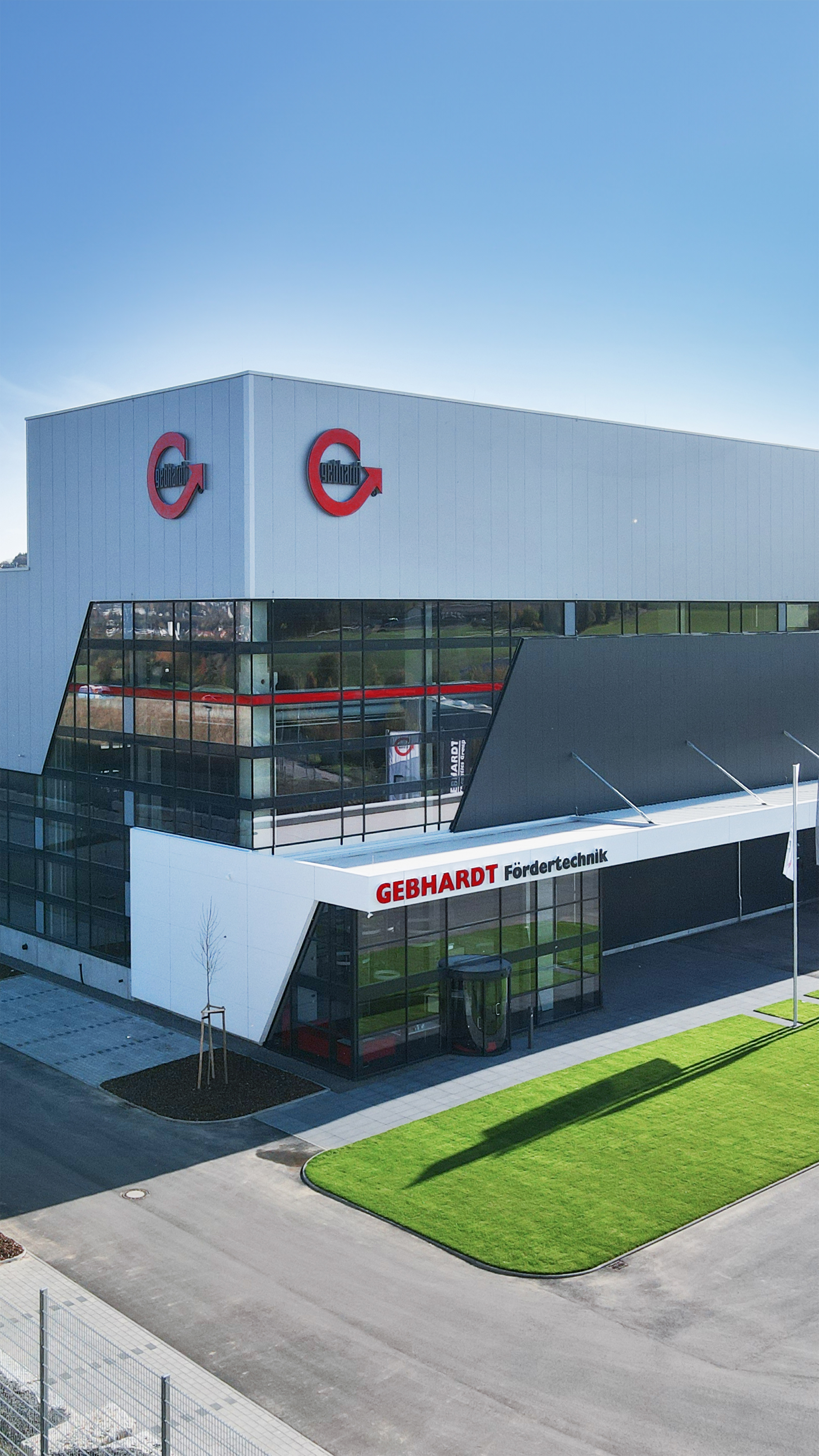
GEBHARDT Gebäude in Sinsheim-Dühren

Das Unternehmen wurde 1952 von Richard und Elfriede Gebhardt in Berwangen als Gebhardt Maschinenbau gegründet und produzierte zunächst Förderanlagen für Schüttgut. 1964 entwickelte Gebhardt die Maschine Favorit Absackblitz, die Kohle in Säcke verlud und ein Verkaufserfolg wurde. Im selben Jahr wurde das Unternehmen in die Gebhardt Fördertechnik GmbH umbenannt. 1966 wurde das Werk in Sinsheim bezogen und die Produktion von kompletten fördertechnischen Anlagen begonnen.
1977 übernahm Elfriede Gebhardt die alleinige Leitung des Unternehmens. Das Werk am Hauptstandort in Sinsheim wurde in den 1980er Jahren von 2.000 m² auf 10.000 m² erweitert und das Unternehmen entwickelte sich in den folgenden Jahren zu einem internationalen Anbieter von automatischen Kleinteile- und Hochregallagern und Förderanlagen für verschiedene Branchen.
Ende der 1980er Jahre stieg Gebhardt zudem in die computergestützte Sortiertechnik ein. In den späten 1990er Jahre entwickelte das Unternehmen das erste Shuttlelager mit induktiver Energieübertragung und mehrfachtiefer Lagerung.
Die internationale Expansion von Gebhardt startete 2003 mit der Gründung der ersten US-amerikanischen Niederlassung, Gebhardt USA Inc., in Brunswick. Das Tochterunternehmen betreut seitdem die Geschäfte mit amerikanischen Kunden. 2004 übernahm Fritz Gebhardt, Sohn von Richard und Elfriede Gebhardt, die Leitung des Unternehmens. 2007 erfolgte die Übernahme der Sandt Logistik GmbH in Pirmasens mit all ihren Produkten und Standorten.
2011 stieg Marco Gebhardt in dritter Generation in die Geschäftsführung des Familienunternehmens ein. Unter seiner Leitung erweiterte das Unternehmen das Produktangebot und begann mit der Digitalisierung. Zudem wurde die internationale Expansion des Unternehmens fortgesetzt. Die European Conveyor Systems Ltd. (ECS) mit Sitz in Nottingham, die seit 1992 das Gebhardt Lieferprogramm in Großbritannien vertrieb, wurde 2013 als Gebhardt ECS übernommen. 2018 wurden die Gebhardt Nordic ApS in Dänemark und die Gebhardt Nordic AB gegründet, durch welche das Unternehmen seither im Norden Europas aktiv ist.
2019 erwarb die Gebhardt Intralogistics Group fünf Hektar Gewerbefläche in Sinsheim-Dühren für den Bau eines neuen Werks mit Bürofläche. Die Fertigstellung der Produktionsanlagen auf dieser Fläche erfolgte Ende 2020.
In den folgenden Jahren wurden weitere Übernahmen durchgeführt. 2023 übernahm die Gebhardt Intralogistics Group die schwedische Else AB, die im Bereich der Warehouse-Management-Systeme aktiv ist. 2025 erfolgte die Übernahme der SysCon AB, eines schwedischen Unternehmens für kundenspezifische Automatisierungssysteme.

## Unternehmensstruktur
Die Gebhardt Intralogistics Group GmbH & Co.KG ist das Mutterunternehmen des Gebhardt-Konzerns, welcher von Fritz und Marco Gebhardt geleitet wird. Der Hauptsitz befindet sich in Sinsheim. Im Geschäftsjahr 2023 erzielte der Konzern einen Umsatz von 179,3 Millionen Euro und beschäftigte durchschnittlich 955 Mitarbeiter, davon befanden sich 74 Mitarbeiter in der Ausbildung oder dem Studium.
Die Gebhardt Intralogistics Group ist Mitglied der 2019 gegründeten Open Industry 4.0 Alliance, welche die Schaffung eines offenen Ökosystems für den Betrieb von hochautomatisierten Fabriken plant. Außerdem gehört das Unternehmen zu den Gründungsmitgliedern der Fachabteilung Fahrerlose Transportsysteme (FTS) des VDMA.

### Internationale Standorte und Tochtergesellschaften
Die Gebhardt-Gruppe bietet Technologien in der Intralogistik an, insbesondere in Deutschland, Europa und Nordamerika. Zu der Gebhardt-Gruppe gehören Tochtergesellschaften an verschiedenen internationalen Standorten mit jeweils eigenen Schwerpunkten:
- Eindhoven, Niederlande: Gebhardt Netherlands, Vertrieb in den Benelux-Ländern.
- Göteborg, Schweden: Else AB, Warehouse-Management-Software.
- Götzis, Österreich: Gebhardt GmbH, lokale Niederlassung.
- Hobro, Dänemark: Gebhardt Intralogistics Nordic ApS, Vertrieb im skandinavischen Raum.
- Kaunas, Litauen: UAB Gebhardt Lithuania, lokale Niederlassung.
- Mölndal, Schweden: Gebhardt Nordic AB, Vertrieb im skandinavischen Raum.
- Nottingham, Vereinigtes Königreich: Gebhardt Intralogistics UK Limited, Produktion und Vertrieb für den britischen Markt inklusive Steuerungs- und IT-Systeme.
- Reinach und Subingen, Schweiz: Gebhardt Intralogistics GmbH, Vertrieb auf dem Schweizer Markt.[19]
- Sinsheim, Deutschland: Next Intralogistics GmbH, modulare Fördertechnik.
- Stettin, Polen: Gebhardt Polska Sp. z o.o., Vertrieb und Service in Osteuropa.
- Streetsboro, Ohio, Vereinigte Staaten: Gebhardt USA, Inc., Vertrieb und Projekte in Nordamerika.

## Produkte
Gebhardt entwickelt und vertreibt Materialfluss- und innerbetriebliche Logistiksysteme. Zum Angebot gehören modulare Produkte für Förder- und Lagertechnik sowie Technologien und Produkte zur Lagerautomatisierung und nahtlosen Softwareintegration in bestehende IT-Strukturen. Die Produkte und Technologien finden Anwendung in der Industrie, insbesondere im Handel, im E-Commerce, in der Lebensmittelindustrie, im Gesundheitswesen, in der Automobilindustrie und in der Textilindustrie.

## Nachhaltigkeit und Engagement
Zu den Nachhaltigkeitsmaßnahmen gehören vor allem die Effizienzsteigerung von Produkten und unternehmenseigenen Prozessen, um Energie zu sparen. Außerdem ist das Unternehmen Mitglied der Nachhaltigkeitsinitiative Blue Competence, eine Initiative speziell für den Maschinen- und Anlagenbau. Weiterhin ist Gebhardt seit 2021 Mitglied der 2019 gegründeten Initiative The Climate Pledge. Mitglieder der Initiative verpflichten sich, bis 2040 klimaneutral zu werden.
Darüber hinaus engagiert sich Gebhardt im sozialen Bereich und unterstützt vornehmlich regionale Vereine aus Sinsheim. Gebhardt ist Sponsor der Heimattage in Sinsheim und unterstützte zudem die regionale Freiwillige Feuerwehr.

## Auszeichnungen (Auswahl)
- 2014: VDI Innovationspreis Logistik für den FlexConveyor, verliehen vom Verein Deutscher Ingenieure.[30]
- 2018. Auszeichnung von Marco Gebhardt als Entrepreneur of the Year in der Kategorie „digitale Transformation“ durch eine Jury von Fachleuten aus Wissenschaft und Wirtschaft[31][32]
- 2021: Landespreis für junge Unternehmen, vergeben durch das Land Baden-Württemberg und L-Bank.[33]
- 2022: Implementation Award, verliehen von der Open Industry 4.0 Alliance.[34]
- 2024: German Innovation Award in Gold für Gebhardt Upstream.[35]